# Cléguer
Cléguer település Franciaországban, Morbihan megyében. Lakosainak száma 3404 fő (2022. január 1.). Cléguer Plouay, Calan, Inzinzac-Lochrist, Caudan, Pont-Scorff és Arzano községekkel határos.

## Népesség
A település népességének változása:
| Lakosok száma | 1798 | 2946 | 3009 | 3272 | 3319 | 3330 | 3323 | 3298 | 3310 | 3404 |
|               | 1968 | 1982 | 1990 | 2006 | 2013 | 2015 | 2017 | 2019 | 2020 | 2022 |